# Antifašista roku
Antifašista roku (polsky Antyfaszysta Roku) je cena udělovaná od roku 2002 polským sdružením Nigdy Więcej za společenskou činnost podporující toleranci a solidaritu. Prestiž ceny značně utrpěla poté, co byl v roce 2007 jeden z jejích nositelů, kamerunský emigrant, novinář a básník Simon Mol, obviněn z falšování údajů v žádosti o azyl a z úmyslného šíření HIV.

## Nositelé ceny
- 2002 – Jerzy Owsiak – předseda nadace WOŚP, pořadatel hudebních festivalů
- 2003 – Simon Mol – novinář, básník a antifašistický aktivista, obviněn z šíření viru HIV
- 2004 – Masala Sound System – hudební skupina, která programově integruje hudební prvky rozličných kultur
- 2005 – Barbara Radziewicz – předsedkyně Celopolského svazu nezaměstnaných
- 2006 – Krzysztof Skiba – rocker, fejetonista a televizní moderátor